# Фуат Булджа
Фуат Булджа (на турски: Fuat Bulca) е офицер от османската и турската армия и турски политик. Булджа е един от най-близките хора на Мустафа Кемал Ататюрк.

## Биография
Фуат Булджа е роден през 1881 година в Солун, Османска империя. Завършва военното училище в Битоля и постъпва на служба в армията през 1902 година. Участва в Итало-турската война (1911), Балканските войни (1912 - 1913), Първата световна война (1914 - 1918) и Турската война за независимост (1919 - 1923). След това е на два пъти депутат в турския парламент и председател на Турската асоциация за аеронавтика.